# Lewin Dedeke
Lewin Dedeke (auch: Levin Dedecke; getauft 26. Oktober 1660 oder früher; begraben 17. Oktober 1733) war ein Kurfürstlich Braunschweig-Lüneburgischer und Königlich Großbritannischer Hof-Goldschmied.

## Leben
Dedeke wirkte in den Jahrzehnten von 1706 bis 1726 als Hofgoldschmied in der vormaligen Residenzstadt Celle. Er arbeitete viel mit seinem in Hannover tätigen Kollegen zusammen, dem Hofgoldschmied Conrad Hölling.

## Bekannte Werke
- Silberne vergoldete Toilette[2]
- Service für die Silberkammer[2]
- um 1720: Celler Zuckerdose[3]